# Andy Dick Show
Andy Dick Show (The Andy Dick Show) è una serie televisiva statunitense in 21 episodi trasmessi per la prima volta nel corso di 3 stagioni dal 2001 al 2002. È una sitcom creata dal comico Andy Dick che interpreta vari personaggi in numerosi sketch.

## Personaggi e interpreti
- Vari ruoli (18 episodi, 2001-2002), interpretati da Andy Dick.
- Belle (6 episodi, 2001-2002), interpretato da Paul Henderson.
- Se stesso (3 episodi, 2001), interpretato da Ashton Kutcher.
- Diane (3 episodi, 2001), interpretata da Elizabeth Levin.
- Frankenstein (2 episodi, 2001-2002), interpretato da Craig Doyle.
- Se stesso (2 episodi, 2001), interpretato da Jason Biggs.
- Bob Peterson (2 episodi, 2001), interpretato da Declan Joyce.
- Wannabee Andy Dick (2 episodi, 2001), interpretato da Johnny Knoxville.
- Se stesso (2 episodi, 2001), interpretato da Eric Roberts.
- Lefty (2 episodi, 2001), interpretato da Andrew Hunter Sherman.
- Angry Parent (2 episodi, 2002), interpretato da Kerry Aissa.

## Produzione
La serie fu prodotta da Music Television,

### Registi
Tra i registi sono accreditati:
- Andy Dick in 20 episodi (2001-2002)
- Steve Priola

### Sceneggiatori
Tra gli sceneggiatori sono accreditati:
- Andy Dick in 20 episodi (2001-2002)
- Jonathan Green in 20 episodi (2001-2002)
- John Matta in 20 episodi (2001-2002)
- Ross McCall in 20 episodi (2001-2002)
- Gabe Miller in 20 episodi (2001-2002)
- Scott Tomlinson in 20 episodi (2001-2002)
- Vito Viscomi in 20 episodi (2001-2002)

## Distribuzione
La serie fu trasmessa negli Stati Uniti dal 27 febbraio 2001 al 18 maggio 2002 sulla rete televisiva MTV. In Italia è stata trasmessa dal 2002 su MTV Italia con il titolo Andy Dick Show.

## Episodi
| Stagione         | Episodi | Prima TV USA | Prima TV Italia |
| ---------------- | ------- | ------------ | --------------- |
| Prima stagione   | 7       | 2001         | 2002            |
| Seconda stagione | 7       | 2001         |                 |
| Terza stagione   | 6       | 2002         |                 |